# Джейсон Тодд
Джейсон Тодд (англ. Jason Todd) — персонаж, появляющийся на страницах комиксов DC Comics. Впервые появился в серии комиксов Batman, в выпуске № 357 (март 1983) и стал вторым Робином, помощником супергероя Бэтмена, когда предыдущий Робин (Дик Грейсон) стал членом команды Новые Юные Титаны и взял образ Найтвинг.
Изначально став популярным, из-за пересмотра его происхождения Максом Алланом Коллинсом Джейсон Тодд постепенно стал терять репутацию среди фанатов серии. Во время выхода истории Batman: Death in the Family DC Comics проводила телефонный опрос, чтобы определить, умрёт ли персонаж от руки Джокера, главного противника Бэтмена. Персонаж был убит по результатам 5343 к 5271 голосу. В последующих историях Бэтмен длительное время преодолевал своё чувство вины за смерть Джейсона. Как бы то ни было, в истории 2005 года, Under the Hood, персонаж был воскрешён, после чего стал вторым Красным колпаком и принял на себя новую роль антигероя, во многом схожего с Бэтменом, но демонстрирующего готовность применять огнестрельное оружие и убивать.
В январе 2010 года Джейсон Тодд появился в истории Red Hood: The Lost Days, шестисерийной мини-серии, готовящей читателя к выходу анимационного фильма Бэтмен: Под красным колпаком. История, написанная Джаддом Уиником (который также написал сценарий к фильму), рассказывает о годах, проведённых Джейсоном в поездках по всему миру и тренировке после его воскрешения, перед возвращением в Готэм.
В сентябре 2011 года, после перезапуска вселенной DC, была начата новая серия с Джейсоном Тоддом в главной роли, Red Hood and the Outlaws, в которой он является лидером небольшой команды антигероев.

## История публикаций
Когда Лен Вейн взял обязанности редактора серии Бэтмена DC Comics в 1982 году, оригинальный Робин, Дик Грейсон, стал одним из членов команды юных супергероев Юные Титаны в серии The New Teen Titans. Однако без Дика Грейсона не было персонажа, который служил бы отражением Бэтмена и оглашал его действия. Джейсон Тодд был создан в качестве замены Грейсона на посту Робина. Впервые он появился в Detective Comics № 524 (март 1983), а в качестве нового Робина появляется в Detective Comics № 526 (май 1983).
После событий кроссовера Кризиса на Бесконечных Землях издательство воспользовалось возможностью перезапустить многие серии комиксов. Персонаж Тодда был полностью пересмотрен, и новая его версия была плохо воспринята фанатами. Деннис О’Нил, ставший редактором серии в 1986 году, сказал: «Они ненавидели его. Я не знаю, может, тому причиной было безумие фанатов — может, они увидели в нём узурпатора, занявшего место Дика Грейсона. Некоторые письма, которые мы получили, обозначили, что именно таково было мнение по крайней мере нескольких людей.»

### A Death in the Family
В 1988 году Деннис О’Нил предположил, что аудитория может быть привлечена к комиксам возможностью повлиять на творческий процесс. Воплотив идею в телефонном голосовании через 1-900 телефон, О’Нил решил с президентом DC Джанет Кан, что голосование не должно быть растрачено на что-то незначительное. О’Нил решил использовать опрос, чтобы определить судьбу нового Робина. О’Нил сказал: «Джейсон был логичным кандидатом, поскольку у нас были основания полагать, что он не популярен. Это и так был довольно смелый ход, так что мы не могли этого сделать с более второстепенным персонажем.» И хотя Джейсон Тодд не имел популярности у читателей, О’Нил не мог решить, что делать с персонажем, поэтому решил предоставить решение аудитории.
Голосование было организовано в четырёх-серийной истории «Death in the Family», публиковавшейся в выпусках серии Batman № 426—429 в 1988 году. В конце № 427 Тодд был избит Джокером и оставлен умирать во взрыве. Предпоследняя страница журнала содержала номера 1-900, по которым читатели могли позвонить, чтобы проголосовать за его смерть или спасение. В течение 36 часов, отведённых на голосование, опрос получил 10 614 голосов. Вердикт был вынесен в пользу смерти персонажа с небольшим перевесом — 5 343 голоса к 5 271. Последующий выпуск Batman № 428 описывал смерть Тодда. Годы спустя О’Нил рассказал, что сотни голосов за вариант «Джейсон умирает» были получены от одного человека, что ставит под сомнение непопулярность Джейсона, определение которой стало целью опроса. «Я слышал, это был один парень, запрограммировавший компьютер набирать номер каждые 90 секунд в течение 8 часов, что и определило выбор», сказал О’Нил в интервью для Newsarama, в то время, как интервью было взято у сценариста Джадда Уиника в ходе выпуска «Under the Hood». Основываясь на информации О’Нила, можно сделать вывод, что 320 голосов за 8 часов было получено от одного человека за смерть Джейсона Тодда. Позже О’Нил повторил эту информацию с некоторыми особенностями: «Я слышал это был адвокат, использовавший Макинтош и живший в Калифорнии — я, конечно, не знаю подробностей, но я слышал, что кто-то там запрограммировал его компьютер набирать телефон каждую пару минут, и поскольку перевес в голосовании был лишь в 65 голосов, то если эта история правда, то этот парень, он убил Джейсона Тодда!»
Несмотря на результаты голосования, О’Нил отметил: «Мы выполнили свою часть, и получили просто уйму писем ненависти и кучу негативных комментариев в прессе.» Несколько создателей комиксов явно выразили своё неудовольствие этим событием. Сценарист/художник Фрэнк Миллер, работавший над The Dark Knight Returns и Batman: Year One, сказал «Для меня вся эта история с убийством Робина является одной из самых безобразных, которую я видел в комиксах, и наиболее циничной.» Однако DC настояла на решении, принятом в результате голосования. На задней обложке мягкого издания A Death in the Family была размещена цитата О’Нила по поводу смерти Тодда, в которой говорилось: «Это был бы действительно подлый поступок, если бы мы вернули его обратно.» Позже О’Нил пожалеет об этом комментарии.
Существовал некоторый разрыв во времени между сериями Batman и Detective Comics в описании смерти Джейсона Тодда. Большие приключения начались после Кризиса, что сошлось с эрой цирковых акробатов, что в Detective Comics происходило одновременно с тем, как появился Джейсон Тодд, уличный сирота. Это привело к тому, что Робин почти перестал появляться в Detective Comics, что стало особенно заметно после его смерти. Одиннадцать месяцев прошло между гибелью Джейсона в Batman № 428 и первом упоминании об этом в Detective Comics № 606.
В 1989 году Денни О’Нил, Марв Вольфман и Пэт Бродерик представили читателям Тима Дрейка, который станет третьим Робином. Памятуя о плохом приёме Джейсона читателями, О’Нил организовал более продуманное вступление, в котором Тим сначала представился Дику Грейсону и впечатлил бывшего Робина своими способностями и поделился своей историей с Грейсоном. Бэтмену пришлось постепенно принимать Тима, прежде чем сделать его своим партнёром, хотя память о Джейсоне продолжит играть тяжкую часть в их отношениях, и Тиму пришлось месяцами тренироваться перед официальным появлением в качестве Робина.

### «Hush» и репредставление
Незадолго до выпуска Batman № 617 (сентябрь 2003) страница из выпуска, нарисованная Джимом Ли, курсировала по интернету, по всей видимости раскрывая личность злодея Хаша, бывшего в центре сюжетной линии «Hush» Джима Ли и Джефа Лоуба, как воскрешённого Джейсона Тодда. Вышедший в следующем месяце Batman № 618 (октябрь 2003) пояснил, что на самом деле Глиноликий притворился Джейсоном Тоддом под руководством Загадочника и Хаша. Лоуб объяснил: «Я всегда любил Джейсона, мне нравилась идея, что у Бэтмена был Робин, умерший при исполнении и как это мотивировало бы каждого на продолжение их квеста. Это также было бы самой свежей, самой мучительной вещью, которую ему пришлось бы вынести. Вот почему Хаш сыграл эту карту — влезть в голову Бэтмена… Но „Hush“ не был о Джейсоне — это была лишь пешка, которую убрали с доски позже… Если кто-то ещё захочет рассказать другую историю о Джейсоне или вернуть его, а мы только что открыли дверь, то это здорово!»
В 2005 году сценарист Джадд Уиник начал сюжетную линию Under the Hood, которая крутилась вокруг загадки личности нового Красного колпака. Личность персонажа, как Джейсона Тодда, была открыта в Batman № 638. Уиник объяснил, что после изначальной завязки в серии Batman он предложил своим редактором «кое-что большое». Если быть точным, он хотел вернуть Джейсона Тодда к жизни. Уиник сказал: «Я был куда менее заинтересован в том, как и почему и какая часть Джейсона Тодда вернётся из мёртвых, нежели что сделает с Бэтменом возвращение Джейсона. Сейчас.» Объяснение возвращения Джейсона было рассказано Batman Annual № 25 (2006). После сюжетной линии Nightwing в событии One Year Later, в котором Джейсон Тодд взял личность Найтвинга, персонаж вернулся снова как Красный колпак, в качестве одного из ключевых персонажей в длившейся год серии комиксов Countdown, начавшейся в мае 2007 года.

### Battle for the Cowl
Вслед за сюжетной аркой Batman R.I.P. последовала Batman: Battle for the Cowl, в которой Тодд показывается в образе вооружённого огнестрельным оружием виджиланти в бывшем костюме одного из трёх псевдо-Бэтменов. Комментируя появление Джейсона в сюжетной линии, сценарист и художник Тони Дэниел заявил, что, начиная с этого момента, Джейсон является злодеем bona fide:
С этой точки [Джейсон] за пределами точки невозврата, теперь никто даже отдалённо не может назвать его героем. Это именно то, чего я хотел — сделать так, чтобы он уже не мог вернуться. Вещи, которые он делает в Battle for the Cowl, не могут быть просто так прощены. Единственным возможным исходом для него может быть тюрьма или что-то хуже. Однако, начиная отсюда Джейсон уже не в серой области между добром и злом. Теперь становится абсолютно ясно, что он на тёмной стороне.
Тодд сражается с членами семьи Бэтмена, побеждая одного за другим, пока не терпит поражение от рук Найтвинга, который потом надевает костюм Бэтмена. Однако, перед тем, как упасть в тёмную бездну, он даёт зловещее предупреждение, что ещё вернётся.

### The Outlaws
Как часть перезапуска большинства комиксов и персонажей DC Comics, 6 июня 2011 года было заявлено, что Джейсон Тодд появится в своей собственной серии под маской Красного колпака. Тодд будет возглавлять команду Изгоев, группу антигероев, в которой будет «несколько разных значительных персонажей из вселенной DC — некоторых мы видели раньше, некоторых нет», рассказал редактор Batman Group Майк Мартс. Команда будет включать Роя Харпера и Старфайр. Серия Red Hood and the Outlaws стартовала в сентябре 2011 года, сценаристом серии стал Скотт Лобделл, художником — Кеннет Рокафорт. Серия фокусируется на искуплении Джейсона Тодда и рассказывает упрощённую версию его становления Красным колпаком в Red Hood and the Outlaws № 0, специальном выпуске между № 12 и № 13.

### Red Hood And The Outlaws: Rebirth / Красный Колпак и Изгои: Перерождение
Джейсон Тодд отправляется под глубокое прикрытие, чтобы уничтожить криминальный мир Готэма изнутри. А чтобы закрепить статус Красного Колпака в качестве злодея, он вынужден совершить покушение на мэра и лично столкнуться с Бэтменом. Миссия Джейсона сведет его с двумя ненадежными союзниками: опозоренной воином-амазонкой Артемидой и недоваренным клоном Супермена по имени Бизарро. И так возникла «Темная Троица» Вселенной DC.

## Биография

### До Кризиса на Бесконечных Землях
Происхождение изначальной версии Джейсона «Джея» Тодда до Кризиса на Бесконечных Землях было почти точной копией истории происхождения первого Робина, Дика Грейсона. Тодд был сыном цирковых акробатов, Джозефа и Трины Тодд, убитых преступником (им оказался Убийца Крок), и позже был усыновлён Брюсом Уэйном. Отличие заключалось в цвете волос (у Дика были чёрные, а Тодд был рыжим). Тодд даже носил костюм Робина, принадлежавший Дику Грейсону, до того, как Дик подарил ему его собственный. После этого Тодд покрасил волосы в чёрный и в последующих историях преуспевал под наставничеством Бэтмена.
В какой-то период времени Наталиа Найт, преступница более известная, как Ноктюрна, Госпожа ночи имела влияние на его жизнь; она стала его суррогатной матерью и даже усыновила юного Тодда. Женщина-кошка в этот период времени была частой приглашённой звездой, так как она боролась за право называться героиней, а также была любовным интересом Бэтмена, что привело к частым схваткам с Робином, так как мальчик чувствовал себя брошенным.
В истории Алана Мура, Superman Annual № 11 («For the Man Who Has Everything»), Бэтмен и Тодд вместе с Чудо-женщиной отправились в Крепость Одиночества, чтобы отметить день рождения Супермена. Они прибывают лишь, чтобы найти Супермена выведенным из строя и Монгула, напавшего на них. В этой истории Тодд спасает Чудо-женщину, Супермена и Бэтмена от Монгула, когда натравливает создание Монгула на него самого.
Тодд также решал проблему наркотиков в своей школе, вмешавшись в дела местных наркоторговцев, работавших на Двуликого. Один из самых запоминающихся моментов этой эры появился в Detective Comics № 569, где Бэтмен запретил Джейсону использовать каламбуры с употреблением слов «Holy!» (хотя эта история из эры после Кризиса).

### После Кризиса на Бесконечных Землях
После перезапуска Бэтмена в Crisis on Infinite Earths происхождение Джейсона Тодда было переделана — теперь он уличный сирота, впервые встретившийся с Тёмным Рыцарем, когда пытался украсть покрышки с Бэтмобиля в Аллее Преступлений. Джейсон, сын Уиллиса и Катерины Тодд, живёт на Востоке Готэма, в районе Парк Роу, называющимся Аллеей Преступлений. Мать Тодда была наркоманкой, умершей от передозировки, а незадолго до этого он стал жить на улице. Его отец Уиллис работал у Двуликого и пропал в ходе одного из подозрительных поручений. Брюс Уэйн устроил Джейсона в специальную школу для подростков с проблемами, которая оказалась Школой преступлений Ма Гунна. Джейсон заработал костюм Робина вскоре после помощи Бэтмену в поимке банды воров. Однако Тодд надел костюм только после шести месяцев тренировок. Бэтмен заметил вскоре, что Тодд обладает той же натуральной атлетичностью и акробатическими навыками, что и Дик Грейсон. Он может стать очень эффективным борцом с преступностью, если сможет научиться контролю своего гнева. Он также верил, что если не помочь мальчику, Тодд станет одним из «криминальных элементов».
В этот период после переделывания истории Тодд изображается «мятежным» Робином. Он курит, ругается и борется с властью. Он склонен нарушать приказы Бэтмена, иногда успешно (скрутив Пугало единолично), а иногда нет (неудачно совершив рейд на лабораторию, производящую наркотики). Тодд также помогает Бэтмену, когда Готэм-сити временно управлялся Диаконом Блэкфайером, что было показано в Batman: The Cult.
Наиболее противоречивый момент до его смерти произошёл в Batman № 424. В нём рассказывается о серийном насильнике по имени Фелипе Гарзонес, избежавшем правосудия из-за дипломатического иммунитета его отца. Одна из его жертв, девушка по имени Глория, повесилась из-за угрозы третьего изнасилования от Фелипе. Тодд обнаруживает её повесившейся и избирает кратчайший путь для Фелипе. Когда Бэтмен прибывает, он видит лишь как Фелипе пролетел 22 этажа к смерти, и Робин стоит на балконе. Тодд заявил «Я, кажется, напугал его. Он соскользнул». Этот случай подчёркивает ранее произошедший диалог, состоявшийся после того, как в Batman № 422 он переборщил, избивая сутенёра и Тодд спросил Бэтмена «это будет большая потеря если бы я (убил его)?» Скинул ли Тодд насильника с крыши, осталось неизвестным.
В Batman № 425 отец Фелипе похитил комиссара Гордона, как возмездие за смерть его сына. Бэтмен получил указание встретиться с похитителями на свалке города и привести Робина. Бэтмен не хотел задействовать Тодда и сохранил эту информацию втайне от него. Однако Робин чувствует, что что-то не так, и прячется в багажнике Бэтмобиля, когда Бэтмен направился на свалку. Там Бэтмен был окружён людьми Гарзонес и не мог добраться до Гордона, тогда Тодд вмешался и спас Бэтмена, однако при этом Гордон получил пулю в руку. Все помощники умерли, и Гарзонеса завалило машинами. Бэтмен говорит с Тоддом о последствиях его действий, пока Тодд смотрит на мёртвых и на раненого Гордона некоторое время, после чего уходит.

## Силы и способности
Чтобы стать Робином, Тодд был тренирован так же, как и Дик Грейсон в своё время. Бэтмен наставлял его в акробатике и боевых искусствах.
После своего возвращения Тодд расширил свои тренировки, взяв себе учителей того же уровня, что люди, тренировавшие Бэтмена, его бывшего наставника. Через Талию аль Гул, в тайне купившей долю акций компании Kord Industries под видом бывшего СЕО LexCorp, Джейсон получил доступ к высококачественному гражданскому и военному оружию, что включает огнестрельное оружие, взрывчатку, ракетницы и продвинутое компьютерное оборудование и гаджеты. Однако его нож (напоминающий крис и являющийся репликой одного из ножей Ра'с аль Гула) всё ещё остаётся его предпочтительным оружием в схватке один на один. Он также обладает некоторыми смертельно острыми клинками, основанными на бэтарангах Бэтмена, разработанных для метания. Хотя Джейсон не обладает богатством Брюса Уэйна, его арсенал находится на одном уровне с технологиями Бэтмена.
Благодаря тренировкам Бэтмена в расследованиях, Джейсон Тодд является умелым детективом. В ходе событий Under the Red Hood он сумел узнать местоположение Джокера, когда тот прятался после жестокого избиения Хашем. Тодд также вычислил, что его воскрешение имеет отношение к планам Александра Лютора-младшего до его смерти в начале сюжета Countdown.

## Другие версии

### The Dark Knight Returns
В The Dark Knight Returns, опубликованном до «A Death in the Family», упоминается Джейсон Тодд. В комиксе он упоминается как погибший во время исполнения долга, хотя обстоятельства не уточняются. Подразумевается, что смерть Тодда стала решающим фактором в отставке Бэтмена. Когда Бэтмен позволяет Кэрри Келли стать новым Робином, Альфред Пенниуорт возражает, упоминая Тодда в качестве аргумента. Бэтмен же отвечает, что «Он [Джейсон] был хорошим солдатом. Он оказал мне честь. Но война продолжается.»

### Концепция Земли-2
В интервью для твёрдого издания Infinite Crisis Жанин Шефер заявила, что Джефф Джонс планировал раскрыть Красного колпака, как Джейсона Тодда, во вселенной Земли-2. Шефер сказала:
Что ж, идея Джеффа была в том, что Красным колпаком будет Джейсон Тодд Земли-2. Он был бы тем мальчиком, который хотел стать помощником Бэтмена. Он пробирается в Бэтпещеру, и первая вещь, которую он видит, когда загружает Бэт-компьютеры... смерть Бэтмена. Так что он использует посох Бэтмена, обучая себя для того, чтобы достичь его уровня. Я думаю, была даже возможность того, что он стал бы Робином Детстроука.

### Flashpoint
Альтернативная версия Джейсона появляется во временной линии Flashpoint, где, помимо прочих изменений, Брюс Уэйн был убит ещё в возрасте ребёнка и никогда не стал Бэтменом. Здесь Джейсон изображён бывшим наркоторговцем и последователем Брата Крови, в конечном счёте изменившем свою жизнь и ставшем священником. Он всё равно умер, но после воскрешения смог восстановиться от этого не только физически, но и духовно, и теперь живёт с позитивным и религиозным взглядом на жизнь.

## Вне комиксов

### Телевидение
- Джейсон Тодд кратко упоминается Бэт-Майтом в эпизоде Emperor Joker сериала «Batman: The Brave And The Bold».[20]
- Его голографический памятник стоит в пещере Команды, в мультсериале «Young Justice».
- Его голографический памятник стоит в пещере Бэтмена, в мультсериале «New Batman Adventures».
- Появляется в виде рисунка на доске, в мультсериале «Teen Titans» в эпизоде X.
- Появляется в 3 сезоне «Юная Лига Справедливости».
- Появляется в 4 сезоне «Юная Лига Справедливости».

### Фильм
- Джейсон Тодд появляется в анимационном фильме «Бэтмен: Под красным колпаком» в качестве одного из главных антагонистов, Красного Колпака. Озвучен Дженсеном Эклзом.[21] Более юные версии Джейсона Тодда, появляющиеся во флэшбеках фильма, были озвучены Винсентом Мартеллой (в возрасте подростка) и Александром Мартеллой (будучи ребёнком).[22]
- Бэтмен: Убийственная Шутка — Когда Бэтмен рассматривает фотографии на Бэт-компьютере можно на одной из них заметить Умирающего Робина.
- Отряд Самоубийц: В начале досье Харли на несколько секунд появляется надпись, которую легко заметить, — «Соучастница убийства Робина». Однако позже, Зак Снайдер режиссёр «Бэтмена против Супермена», в котором и появляется костюм мертвого Робина, заявил, что мертвый Робин не кто иной, как Дик Грейсон. Зак Снайдер ушел из Киновселенной DC и теперь не имеет к ней никакого отношения, в фильмах нет никакого намека на настоящее имя погибшего Робина, официальных заявлений не поступало, поэтому нельзя быть уверенным в том, какой именно из Робинов погиб.
- Бэтмен: Возвращение Тёмного Рыцаря. Часть 1: Альфред упоминает Джейсона в диалоге с Брюсом, который подслушивает Керри, также его костюм висит в пещере.
- В мультфильме Бэтмен: Готэм в газовом свете Джейсон, Дик и Тим являются молодыми воришками, но позже когда Бэтмен освобождает их, они помогают ему.
- Персонаж фигурирует в короткометражном интерактивном мультфильме «Бэтмен: Смерть в семье».

### В сериалах
- Появился в сериале «Титаны», который вышел в 2018 году. Роль Джейсона исполняет Керран Уолтерс. Он появляется в трех сериях, одна из которых названа в честь него. В сериале также является вторым Робином пришедшим на замену Дику Грейсону. Характер персонажа похож на комиксовский послекризисный, но несколько расходится с ним; тут Джейсон жестоко калечит и избивает не только бандитов, но и пользуясь своим положением, полицейских, объясняя это неприязнью к ним с детства. Летом 2020 было заявлено, что в 3 сезоне Джейсон вернётся уже как Красный колпак.
- Упоминается в сериале «Стрела». В 20 серии 7 сезона в разговоре упоминается некий Джейсон Тодд.
- В 6 серии 2 сезона «Харли Квинн» Джокер говорит Бэтмену, что убил Джейсона Тодда (в роли Робина).

### В компьютерных играх
- Упоминается в игре Batman: Arkham City. На DLC карте, Карнавал Джокера, если играть за Робина (Тим Дрейк), Джокер произнесет: «Разве я тебя не убил? Нет?» («Didn’t I kill you already? No?») перед началом события.
- Присутствует в игре Batman: Arkham Knight, как в роли Робина во флешбеках, и в роли Рыцаря Аркхема, так и Красного Колпака в DLC «Red Hood Story Pack». По сюжету игры, Джейсон Тодд был похищен Джокером и сломлен физически и морально, убедив в том, что Бэтмен бросил его на произвол судьбы. Когда Джейсон хотел раскрыть личность Тёмного Рыцаря Джокер застрелил его, чтобы «не портить веселье». Бэтмен впоследствии получил немного отредактированную запись этой сцены, подразумевающую гибель Джейсона. Спустя много лет, Джейсон вернулся с Детстроуком и армией наемников, создав при этом огромное количество беспилотных танков и самолётов, чтобы отомстить Бэтмену. Однако Брюсу после длительного боя удаётся одолеть Джейсона и образумить его. В конце Джейсон помогает ему, не дав Пугало его убить. Когда Бэтмен инициировал протокол «Падение Рыцаря», инсценировав свою смерть, Джейсон Тодд принял образ «Красного Колпака» и стал новым защитником Готэм-сити, но с более радикальным настроем (он предпочитает убивать преступников, а не отдавать полиции). Первой его жертвой стал Роман Сионис.
- Рыцарь Аркхема появляется в качестве играбельного персонажа в мобильной версии игры Injustice: Gods Among Us (в рамках дебюта Batman: Arkham Knight).
- Джейсон в качестве Красного Колпака является играбельным персонажем в Injustice 2 посредством DLC.
- Появляется как играбельный персонаж в игре Lego Batman 3: Beyond Gotham и Lego DC Super-Villains.
- Джейсон как Красный Колпак стал одним из главных героев игры Gotham Knights.

### Радио
- Джейсон Тодд появился в радиопередаче Batman: The Lazarus Syndrome, озвученный Аланом Мэрриотом.